# Coup d'feel
Albums de Catherine Lara
Vaguement
(1977) Geronimo
(1980)
Singles
1. Coup d'feel
Sortie : 1979

Coup d'feel est le septième album studio de Catherine Lara, publié en 1979. Il s'est vendu à l'époque à plus de 75 000 exemplaires, devenant sa meilleure vente dans la décennie.
On note la présence de la chanteuse québécoise Nanette Workman sur les chansons Coup d'feel et Petit homme.
Pour l'anecdote, Catherine Lara a créé deux chansons intitulées Petit homme, une sur ce disque et une autre sur le disque Passe-moi l'ciel sorti en 2005.

## Titres
| No  | Titre                     | Durée |
| --- | ------------------------- | ----- |
| 1.  | Les grandes ondes         |       |
| 2.  | Toi ma mère               |       |
| 3.  | Fuite et fin              |       |
| 4.  | SVP                       |       |
| 5.  | Les orties                |       |
| 6.  | Éblouis-moi               |       |
| 7.  | Coup d’feel               |       |
| 8.  | Rock and reel de Montréal |       |
| 9.  | Petit homme               |       |
| 10. | Johnny B                  |       |
| 11. | Aloha                     |       |

## Crédits
Paroles et musique : Daniel Boublil et Catherine Lara, sauf:
- Toi ma mère, Les Orties : Catherine Lara
- Éblouis-moi : Jean-Pierre Ferland et Catherine Lara
- Coup d'feel : Daniel Boublil et Claude Engel
- Rock and Reel de Montréal : Luc Plamondon et Catherine Lara
- Aloha : Jean Roussel